# Мякиш

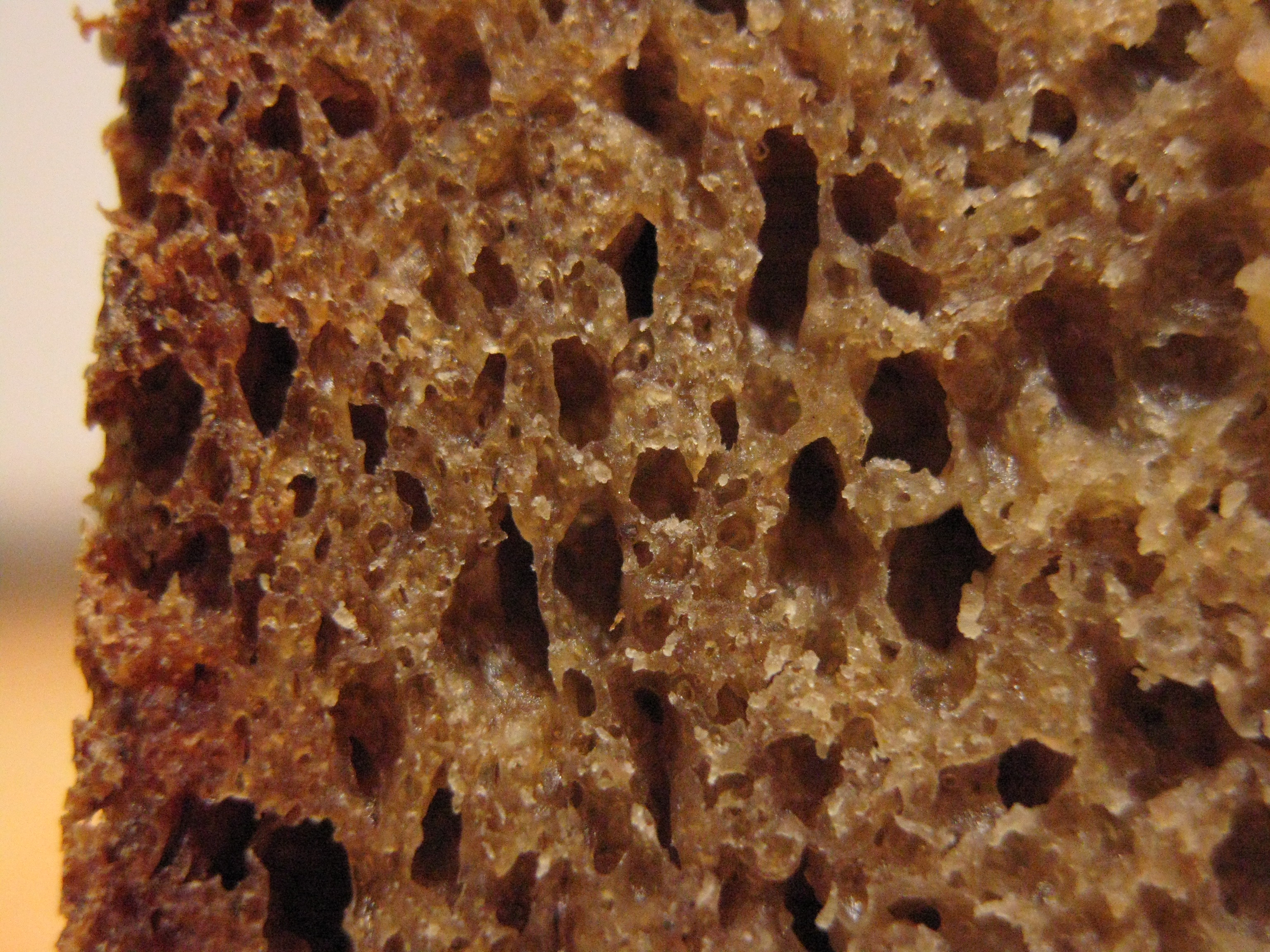
Мякиш ржаного хлеба крупным планом

Хле́бный мя́киш или просто мякиш — внутренняя часть хлеба, менее прожаренная, чем корка вокруг. Мякиш — светлый и объёмный, обычно мягкий и довольно сытный. Его структура, эластичность, вкус и запах и другие свойства могут существенно варьироваться в зависимости от использованного для приготовления хлеба теста и процесса выпекания.
Свойства мякиша являются одним из важных показателей качества хлебобулочного изделия. Идеальный мякиш — хорошо пропечённый, эластичный, не крошащийся, не липкий, равномерно пористый и без пустот, упругий и мелкосетчатый. Хлебобулочное изделие считается дефектным, если мякиш следующего качества: темнее обычного, сыропеклый, липкий, плохо разжёвываемый, неэластичный, плотный, заминающийся, крошливый, малопористый или наоборот крупнопористый.
Иногда мякишем доедают соус, счищая его с тарелки: содержащаяся в нём клетчатка удерживает полужидкие продукты капиллярным способом. Используется также в рыбалке как насадка для ловли рыбы и как прикормка.
Французский сладкий «мякишевый хлеб», для изготовления которого к тесту примешивают немного мёда, служит основой для клубного сэндвича.

## Использование в изобразительном искусстве

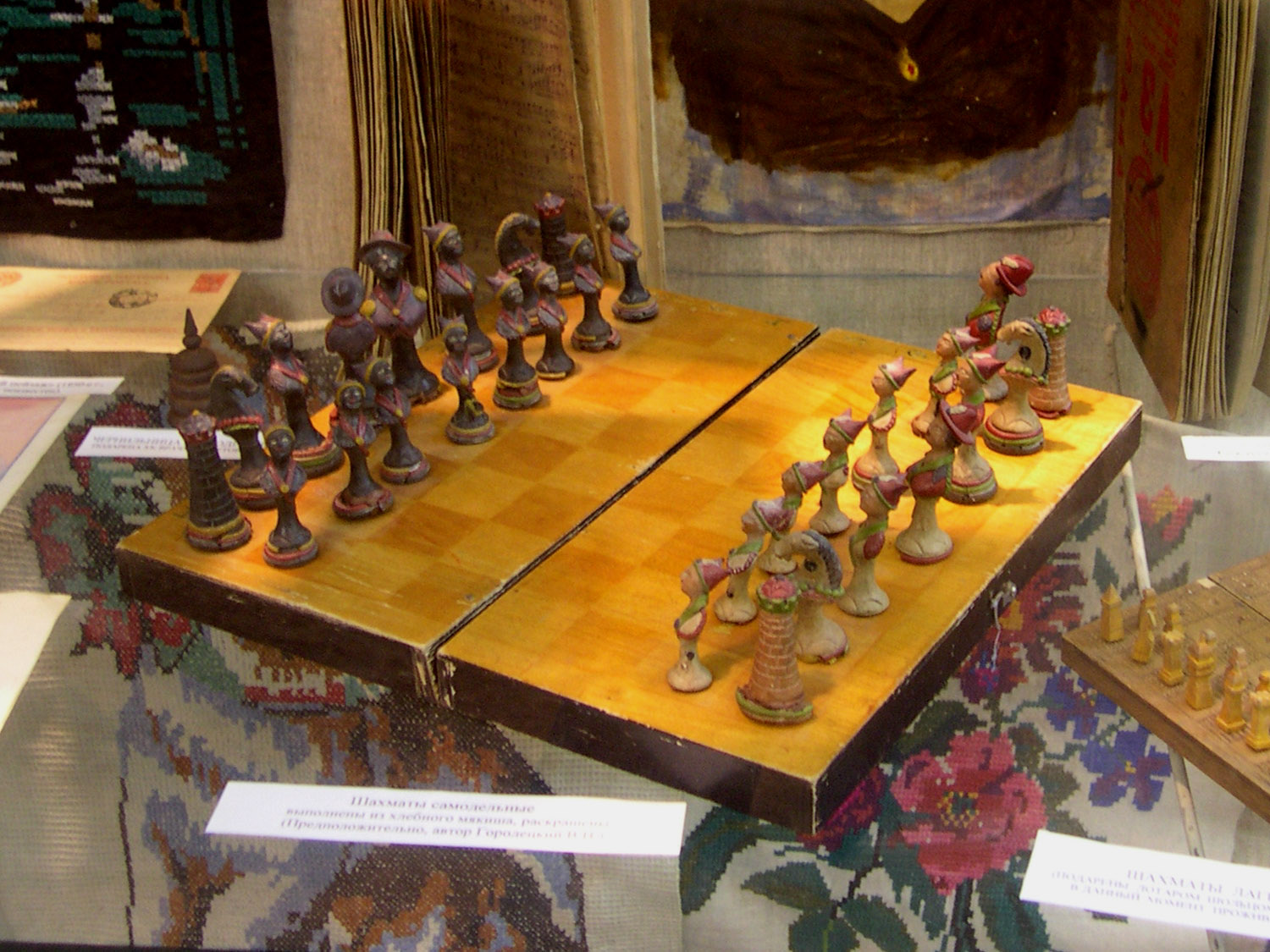
Шахматы, сделанные из хлебного мякиша заключённым Воркутлага

Мякиш ограниченно используется в качестве скульптурного материала. Широко известна популярность его использования в таком качестве в среде заключённых (для которых мякиш обычно является единственным материалом, доступным для скульптурной работы), для которых лепка из мякиша становится своеобразным способом проведения досуга. Среди сокамерников могут устраиваться конкурсы на лучшее произведение из мякиша. Работы довольно разнообразные — от простеньких фигурок до масштабных макетов и композиций, например, один осуждённый за убийство слепил модель бельцкой церкви «Святых Петра и Павла». Известны также отдельные случаи значительно более специфического применения материала в подобном качестве, когда заключёнными из мякиша изготавливались муляжи огнестрельного оружия и гранат, слепки ключей и при помощи этих изделий совершались попытки побега. Знаменитый инцидент с захватом заложников в Крестах в феврале 1992 года не обошёлся без применения хлебного мякиша — из него заговорщики изготовили макеты «лимонок». Тема плана побега из тюрьмы с помощью муляжа из хлебного мякиша также стала фольклорной.
- В местах лишения свободы из мякиша изготавливают клейстер, применяемый для склеивания самодельных игральных карт и инструментов, предназначенных для организации «тюремной почты».

## В массовой культуре

### В мультипликации
- Мультфильм «Непоседа, Мякиш и Нетак» (1963) по одноимённой сказке Ефима Чеповецкого. Это история о приключениях трёх игрушечных человечков. Непоседа сделан из пружинок и проволочек, Нетак — из твёрдого дерева, а Мякиш — из пластилина.

### Чернильница из мякиша
- Широко распространена легенда о том, как Ленин, находясь в заключении, при помощи хлебного мякиша эпатировал жандармов. Будущий вождь большевиков лепил из хлебного мякиша чернильницы, наполнял их молоком, и писал такими симпатическими чернилами письма Крупской и товарищам по борьбе:

Надзиратель быстро открыл двери, вошёл в камеру и говорит: 

— Вы попались. По-моему, вы сейчас что-то на полях книги писали. 

Надзиратель смотрит в книгу — нет, видит: книга чистая. Надзиратель хочет взять чернильницу, но в этот момент Ленин сам берёт свою чернильницу и спокойно кладет её в рот. И жуёт её. 

Надзиратель говорит: 

— Что вы делаете? Вы чернильницу кушаете! 

Ленин говорит: 

— Вы, кажется, ослепли. Это не чернильница, а хлеб. И вот я его кушаю. 

Надзиратель посмотрел — действительно хлеб. Думает: 

«Наверно, у меня испортилось зрение. Мне показалось, что он чернильницу кушает».

Этот эпизод биографии Владимира Ильича стал хрестоматийным, хотя его достоверность сомнительна. Рассказ «Иногда можно кушать чернильницы» входит в сборник «Рассказов о Ленине» писателя-сатирика Михаила Зощенко. Однако в Советском Союзе долгое время эта история подавалась в младших классах школ как реальная, перейдя, фактически, в разряд фольклора и став источником анекдотов, пародий и перифразов:

Мы-то прекрасно знали о том, что заключённый Ульянов ест чернильницы. И вздругорядь, понарошку, в день раз по сто к нему заглядываем. Ужо-тка забавно было нам смотреть, как он глотает их не жуя. Они уж не лезут ему, а он всё глотает. Бедовый был! А ночью мучился, сердечный. Пучило его ночью! Страшно слушать! Зато за 14 месяцев, что он у нас пробыл, он так крепко раздался от постоянного переедания, что штаны лопались. (А. Мешков, Сборник рассказов. «Отчего Ленин чернильницы любил»)

## Интересные факты
Имя «Хлебный мякиш» (фр. La Mie de Pain‎) — носит парижская благотворительная организация, владеющая сетью центров помощи бездомным, и людям, попавшим в беду.